# وزارة النفط والطاقة (النرويج)
وزارة النفط والطاقة النرويجية (بالنرويجية: Olje- og energidepartementet‏) هي وزارة نرويجية مسؤولة عن الطاقة، بما في ذلك إنتاج البترول والغاز الطبيعي في بحر الشمال. يجب أن تقدم الوزارة تقاريرها إلى الهيئة التشريعية، البرلمان.